# Canton d'Ifs
Le canton d'Ifs est une circonscription électorale française du département du Calvados créée par le décret du 17 février 2014 et entrée en vigueur lors des élections départementales de 2015.

## Histoire
Un nouveau découpage territorial du Calvados entre en vigueur en mars 2015, défini par le décret du 17 février 2014, en application des lois du 17 mai 2013 (loi organique 2013-402 et loi 2013-403). Les conseillers départementaux sont, à compter de ces élections, élus au scrutin majoritaire binominal mixte. Les électeurs de chaque canton élisent au Conseil départemental, nouvelle appellation du Conseil général, deux membres de sexe différent, qui se présentent en binôme de candidats. Les conseillers départementaux sont élus pour 6 ans au scrutin binominal majoritaire à deux tours, l'accès au second tour nécessitant 12,5 % des inscrits au 1er tour. En outre la totalité des conseillers départementaux est renouvelée. Ce nouveau mode de scrutin nécessite un redécoupage des cantons dont le nombre est divisé par deux avec arrondi à l'unité impaire supérieure si ce nombre n'est pas entier impair, assorti de conditions de seuils minimaux. Dans le Calvados, le nombre de cantons passe ainsi de 49 à 25.
Le canton a été créé par le décret no 2014-160 du 17 février 2014 en regroupant quatre communes qui faisaient partie des cantons suivants :
- canton de Caen-10 pour Cormelles-le-Royal[5] ;
- canton de Caen-7 pour Mondeville[6] ;
- canton de Troarn pour Giberville[7] ;
- canton de Caen-10 pour Ifs[8].

## Représentation
| Période élective | Période élective | Mandat | Mandat   | Identité              | Nuance | Nuance | Qualité |
| ---------------- | ---------------- | ------ | -------- | --------------------- | ------ | ------ | --- |
| 2015             | 2021             | 2015   | 2021     | Édith Heuzé (Guillot) |        | PS     | Retraitée administrative santé, adjointe au maire de Giberville jusqu'en 2020                                        |
| 2015             | 2021             | 2015   | 2021     | Bertrand Havard       |        | DVG    | Professeur des écoles, ancien conseiller général du canton de Caen-7, adjoint au maire de Mondeville (jusqu'en 2020) |
| 2021             | 2028             | 2021   | en cours | Édith Heuzé           |        | PS     | Retraitée, Giberville                                                                                                |
| 2021             | 2028             | 2021   | en cours | Joël Jeanne           |        | PCF    | Retraité de l'Éducation nationale Conseiller municipal de Mondeville                                                 |

### Résultats détaillés

#### Élections de mars 2015
À l'issue du 1er tour des élections départementales de 2015, deux binômes sont en ballottage : Édith Guillot et Bertrand Havard (PS, 30,48 %) et Jérôme Hommais et Aminthe Renouf (Union de la Droite, 24,32 %). Le taux de participation est de 50,27 % (11 086 votants sur 22 052 inscrits) contre 51,43 % au niveau départemental et 50,17 % au niveau national.
Au second tour, Édith Guillot et Bertrand Havard (PS) sont élus avec 58,67 % des suffrages exprimés et un taux de participation de 47,19 % (5 556 voix pour 10 406 votants et 22 053 inscrits).
Bertrand Havard a quitté le Parti socialiste.

#### Élections de juin 2021
Le premier tour des élections départementales de 2021 est marqué par un très faible taux de participation (33,26 % au niveau national). Dans le canton d'Ifs, ce taux de participation est de 33,31 % (7 431 votants sur 22 310 inscrits) contre 34,31 % au niveau départemental. À l'issue de ce premier tour, deux binômes sont en ballottage : Édith Heuzé et Joël Jeanne (Union à gauche, 37,43 %) et Hélène Burgat et Bertrand Havard (DVG, 25,12 %).
Le second tour des élections est marqué une nouvelle fois par une abstention massive équivalente au premier tour. Les taux de participation sont de 34,3 % au niveau national, 34,65 % dans le département et 33,55 % dans le canton d'Ifs. Édith Heuzé et Joël Jeanne (Union à gauche) sont élus avec 51,73 % des suffrages exprimés (3 564 voix pour 7 488 votants et 22 316 inscrits),,.

## Composition
Le canton d'Ifs comprend quatre communes entières.
| Nom                         | Code Insee | Intercommunalité | Superficie (km2) | Population (dernière pop. légale) | Densité (hab./km2) | Modifier                                    |
| --------------------------- | ---------- | ---------------- | ---------------- | --------------------------------- | ------------------ | ------------------------------------------- |
| Ifs (bureau centralisateur) | 14341      | CU Caen la Mer   | 9,06             | 11 868 (2022)                     | 1 310              | modifier les données · modifier les données |
| Cormelles-le-Royal          | 14181      | CU Caen la Mer   | 3,48             | 5 273 (2022)                      | 1 515              | modifier les données · modifier les données |
| Giberville                  | 14301      | CU Caen la Mer   | 5,00             | 4 956 (2022)                      | 991                | modifier les données · modifier les données |
| Mondeville                  | 14437      | CU Caen la Mer   | 9,05             | 10 286 (2022)                     | 1 137              | modifier les données · modifier les données |
| Canton d'Ifs                | 1416       |                  | 26,59            | 32 383 (2022)                     | 1 218              | modifier les données                        |

## Démographie
En 2022, le canton comptait 32 383 habitants, en évolution de +3,04 % par rapport à 2016 (Calvados : +1,58 %, France hors Mayotte : +2,11 %).
| 2013   | 2018   | 2022   |
| ------ | ------ | ------ |
| 30 933 | 31 370 | 32 383 |